# 2019: Після падіння Нью-Йорка
«2019: Після падіння Нью-Йорка» (італ. 2019 — Dopo la caduta di New York) — італійсько-французький постапокаліптичний бойовик 1983 р. режисера Серджо Мартіно. Сюжет розвивається у 2019 р. після ядерного апокаліпсису, головні події розгортаються навколо порятунку останньої фертильної жінки на Землі.
Фільм за жанром і сюжетом схожий на 1990: Воїни Бронкса, Бластфайтер і Ендшпіль. Серед сучасних прикладів можна вказати його філософсько-фантастичний аналог Останній нащадок Землі.

## Сюжет
Після ядерної війни, яка перетворила велику частину планети на мляву пустелю і зробила людство не здатним до розмноження, пройшло понад 20 років. За цей час суспільство розділилося на дві протиборчі групи: злі правителі Евракскої монархії та повсталі проти них малочисельні війська Федерації. Одночасно обом супротивникам стає відомо про те, що на руїнах Нью-Йорка живе дівчина, здатна народити дитину. Протиборчі сторони одночасно починають пошуки, переслідуючи різні цілі — повстанці бажають відновити людський рід, а представники монархії зацікавлені в проведенні над дівчиною деяких експериментів у «наукових цілях».

## У ролях
| Актор                 | Роль                                    |
| --------------------- | --------------------------------------- |
| Майкл Сопків          | Парцифал                                |
| Валентина Моньє       | Джіара                                  |
| Анна Канакіс          | офіцер                                  |
| Романо Пуппо          | Ратчета                                 |
| Пауло Марія Скалондро | Бронкс                                  |
| Джордж Істман         | Велика Мавпа                            |
| Едмунд Пурдом         | Президент Панамериканської Конфедерації |

## Критика
Рейтинг на IMDb — 5,7/10.